# 自肅警察
自肅警察（日语：／ Jishuku keisatsu */?）是日本的俚語、互聯網用語及社会風潮。新型冠狀病毒感染症（COVID-19）日本疫情下，當局依《新型流行性感冒等對策特別措置法》發出緊急事態宣言，有個人或商店未理會行政機構的自我約束（自粛）請求，繼續外出或營業；有普通民眾則出於自我認知的正義感、嫉妒心及不安感，自行監管或攻擊這些個人或商店，形成社會風潮。詞語亦作冠狀自警團（コロナ自警団）、自肅自警團（自粛自警団）或自肅Police（自粛ポリス）。
由於自我約束是基於自律，一般不應干涉他人行為；秘密舉報他人或傳播流言，令人聯想到国民精神總動員下国民相互監視的社会，Twitter等SNS上有人稱之為「簡直像是戰時的鄰組」，引發討論。

## 定義
2020年，隨著新型冠狀病毒疫情擴大，歐洲多国下令封城，封鎖市鎮及地區。由於日本的法律不容許這樣做，日本政府及部分地方自治体轉而請求国民避免外出。在自我約束請求下，一些人除自身行為外，亦出手干涉他人行為，引發爭議。共同通信社報道，大阪府對民間設施發出停業請求後，截至4月20日，府開設的呼叫中心已接到超過500宗舉報，指「某某店仍在營業」。在愛知縣，愛知縣警察本部4月收到的110報案中，新型冠狀病毒相關投訴及糾紛等佔到220多宗（與3月的40宗相比為5倍以上），當中不少舉報內容為有人未遵守停業或避免外出請求，大部分並非緊急事務，被指可能妨礙警察業務。在互聯網上，一些在SNS等處公布未聽從停業請求的店鋪，騷擾或舉報在外遊玩的小童，或是等到晚間關店後，在店鋪捲閘上張貼人身攻擊紙張（標貼）的人，被稱作「自肅警察」或「自肅Police」。除在SNS公布店鋪外，有人亦會傳播沒有事實根據的資訊。「自肅警察」的攻擊對象還包括其他縣號牌的車輛，以及在電車内拿旅行包而被誤認為旅客的護士，行為甚至發展至向医療人員住宅擲石。分析認為，這些「監管」行為出於自我認知的正義感及嫉妒心，難以處理。
自肅警察一詞最初見於4月上、中旬的互聯網（Yahoo! JAPAN即時搜尋），多的時候1日有約500次使用。4月28日，詞語獲早間資訊節目介紹，不少公眾人物在Twitter上稱「列入流行趨勢榜的自肅警察，並不是好行為」。4月29日，黄金周開始，詞語的搜尋次數達到7000次，此後亦維持較高水平。5月9日，NHK報道，不少做過這類行為的人接受採訪時，回答「未意識到做過稱為自肅警察的行為」，不過亦有人指「不採取措施的人自由行動，生活中注意的人卻感到疲累。為改善情況，只能這樣做」。
政府對飲食店發出的「停業請求」並非「強制」，是否營業交由經營者判断。由於日本的補償金制度並不健全，不少經營者面臨破產危機。在德國，員工10人以下的機構3個月可獲最大約180万日圓，員工5人以下的機構可獲最大約107万日圓補貼，這些補貼已迅速發放。而早在新型冠狀病毒蔓延前，德國即有短時間勞動補貼制度，雇主可請求勞動者縮短工作時間，由政府補償部分因此減少的收入，這制度在疫情期間得到彈性運用。有觀點認為，日本疫情自警團的活躍，反映出法例不完善。

## 攻擊對象事例
- 在法律無規定有戴口罩義務下，批判不戴口罩的人[16]，甚至言語辱罵、吐口水攻擊，這樣的人又被稱為「口罩警察」（マスク警察）[22]。
  - NHK報道員桑子真帆與男性約會時，被写真週刊誌獨家報道，桑子隨後因未戴口罩而遭批判[16]。
- 未自我約束，或被誤認為未自我約束的店鋪[3]。
  - 在千葉縣八千代市，有小食店3月下旬起即停業，但仍被人貼上「別吸引小孩，關店」的紙張[2]。
  - 在東京都，有居酒屋及Live Bar聽從行政的自我約束請求，縮短營業時間，但仍被人貼上「這種情況下還營業嗎？」「請自我約束。下次再發現就報警」等紙張[2]。
  - 在横濱中華街，有食堂貼出「本日自我約束」的關店告示，告示紙卻被人寫上「正好別幹了吧！」「趕快倒閉」「去死」等字樣[23]。
- 被誤認為旅客的人[21]。
- 返鄉者[21]：厭惡、排斥返鄉探親者及其在地親人，這樣的人又被稱為「返鄉糾察」（帰省警察）[24]。
- 其他府縣號牌的車輛[2]。
  - 在德島縣，陸續有縣外號牌車輛被劃傷，或是駕駛時遭遇其他車阻礙。
  - 為了自衛，各地開始銷售寫有「我住在縣内」的貼紙，亦有行政機構開始發行「縣内居住證明書」。有意見擔心這反而會助長歧視[25]。
- 在公園遊玩的小童[26]。
- 日本相撲協会及各相撲部屋陸續接到來信，指有力士不顧呼籲，在疫情期間外出，當中大部分是匿名人士的不實指控，有力士只是出去買相撲火鍋的材料亦被舉報[27]。

## 違法性
律師本間久雄指，有關行為有機會干犯以下罪行。
- 輕犯罪法第1条第33项：未經許可，在店鋪張貼紙張。
- 威力業務妨害罪（日本刑法第234条）：張貼的紙張寫有不當言論，令店鋪經營者身心疲憊。
- 強要罪（日本刑法第223条）：張貼的紙張寫有脅迫言論，透過威脅侵害生命、身体、財產等，強迫自我約束。
- 侮辱罪（日本刑法第231条）：張貼的紙張寫有侮辱言論。

民事方面，若張貼的紙張構成誹謗或妨礙營業，令顧客減少，或店主、店員遭受精神損失，可透過主張不法行為（日本民法第709条），就銷售額減少的逸失利益及慰謝料等請求損害賠償。
2020年5月3日，官房長官菅義偉在記者会上，就自肅警察的行為，表示「若有違反法令，相關機關會適當處理」。

## 心理分析
独立行政法人經濟產業研究所高級研究員藤和彦表示，在心理学上，「願意為他人做出自我犧牲、認真工作的人，遇到不講理的行為，會傾向於不顧自身損失，嘗試透過所有手段，令對方知道厲害」，這種基於義憤的行動與身体合成的腦内物質血清素有關。腦内的血清素越少，就會傾向做出更多利他行為，同時對不講理行為的容忍度亦越低，而放眼全世界，日本人腦内的血清素分泌量屬最少的一類。藤認為，從這一点來看，自肅警察現象或可稱作日本人的優勢引發的負面效應。

## 學者及公眾人物反應
- 評論家真鍋厚認為，這是「為政者未發出請求下，自發形成的地獄繪圖」，「市民間陰暗的相互監視大顯神威，不理個別情況，『同儕壓力』形式的暴力大行其道」[30]。
- 社会学者、東京都立大学教授宮台真司解釋「自肅警察」的心理，稱「在特殊情況下，他們想與周圍有相同行動，並以此安心。與欺凌一樣，他們嫉妒與自己行為不同者，並為消除不安而攻擊這些人」，呼籲「每人情況各有不同，特殊情況下最合適的行動亦因人而異，請務必理解」[31]。
- 創作歌手佐田雅志稱，「自肅警察」大多是匿名，「覺得是懦夫」，批評他們的單方面高壓作為[32]。
- DOWN TOWN的松本人志，在自己主持的「Wide na Show」節目表示，「自肅警察」大行其道是「預想之内，早覺得一定會有這種人」，認為「還會有『自肅警察（的）自肅警察』，互相角力」[33]。

## 日本以外事例
與日本的自我約束請求不同，許多国家進入緊急狀態後，由政府禁止民眾外出，警察會強制管理外出者，並對違反限制者科以罰金等各種處罰（罰則）。

### 美國
在美國，有市民對他人是否遵守新型冠狀病毒防疫措施變得神經質。因應確診個案增加，白宮在前庭的玫瑰園舉行記者会，美國「ABC新聞」記者Jonathan Karl拍攝白宮記者戴上口罩坐著的照片後，在Twitter上表示，沒戴口罩的記者只有福斯新聞頻道的John Roberts；後者所屬頻道被認為親特朗普，時常被調侃為「特朗普御用頻道」。Roberts則發推文反駁，稱「當時我靜靜地坐著，離最近的人有差不多2米。記者会開始後，我就戴上了口罩。這種想讓我丟醜的差勁伎倆，依據到底在哪？」。有普通Twitter用戶及後發布照片，顯示一個懷疑是Karl記者的人未戴口罩上街購物，批評他是「偽君子」，獲得大量關注，Karl記者最後向Roberts記者道歉。

### 中国大陆
在中国大陆，由於春節期間確診個案激增，秘密舉報從湖北省回鄉的人士在一些地方可獲獎励，亦有不少回鄉者的家被鎖鏈、木板等圍封。

### 韓国
在大韓民国，遭受攻擊的主要是演藝人。有藝人向SNS上載離家外出的照片後，引來大量批判性評論。報道員及藝人朴芝潤在Instagram發布的家庭旅行照片便有大量評論批判，還有不少人要求在KBS任報道員的丈夫崔東錫停止主持節目，朴及後刊出解釋信道歉。歌手嘉熙及高志溶在SNS上發布與家人外出散步的照片後，亦引來大量批評，要求他們「避免外出！」。

## 其他
- 5月，石川縣有温泉旅館推出「各位自肅警察辛苦了!計劃」，介紹此住宿計劃的網絡帖文獲得超過13万個「喜歡」及超過6万次轉推。計劃介紹文首先透過巧妙的表現，稱讚「自肅警察」為正義的組織，接著將新聞關注的針對其他縣號牌車輛、向食肆貼紙等不當行為（騷擾）比作必殺技「慢石」、「貼紙鎅刀」、「電話雷鳴」、「SNS火焰」，譏諷他們透過這些必殺技，打擊不自我約束的惡人，並以盛情招待作結，邀請他們作為客人，享受身心清爽的環境及最高級宴席料理，最後又希望自肅警察避免過激行為，指企画目的是將住宿費的50%捐贈給石川縣内戰鬥在新型冠狀病毒最前線的醫事人員及其家人[19][40]。
- 一般認為，「自肅警察」一詞派生自網絡用語，資訊節目等有意見認為，若「自肅警察」說法普及，「會不會令他們誤以為自己的行為是正義之舉」[41]。

## 外部連結
- . kotobank （日语）.